# Municipio de Wayne (condado de Montgomery, Indiana)
El municipio de Wayne (en inglés: Wayne Township) es un municipio ubicado en el condado de Montgomery en el estado estadounidense de Indiana. En el año 2010 tenía una población de 1590 habitantes y una densidad poblacional de 16,87 personas por km².

## Geografía
Según la Oficina del Censo de los Estados Unidos, tiene una superficie total de 94.25 km², de la cual 94,23 km² corresponden a tierra firme y (0,03 %) 0,03 km² es agua.

## Demografía
Según el censo de 2010, había 1590 personas residiendo. La densidad de población era de 16,87 hab./km². De los 1590 habitantes, estaba compuesto por el 98,68 % blancos, el 0,19 % eran afroamericanos, el 0,06 % eran amerindios, el 0,06 % eran isleños del Pacífico, el 0,25 % eran de otras razas y el 0,75 % eran de una mezcla de razas. Del total de la población el 1,64 % eran hispanos o latinos de cualquier raza.